# Gross
Gross (från franskans douzaine grosse = stort dussin) är en äldre räkneenhet innebärande tolv dussin, det vill säga 12 × 12 = 144 stycken. I överförd bemärkelse har begreppet ibland fått betyda "ett stort antal".[källa behövs]
Ordet grosshandel härrör inte från gross, utan från tyskans Grosshändler (storhandlare).